# Ilhan Noor
Mohamed Ilhan bin Mohamed Noor (* 19. Dezember 2002 in Singapur) ist ein singapurischer Fußballspieler.

## Karriere

### Verein
Ilhan Noor erlernte das Fußballspielen in den Jugendmannschaften von Geylang International. Hier unterschrieb er am 1. Januar 2021 auch seinen ersten Profivertrag. Sein Erstligadebüt gab Ilhan Noor am 9. Mai 2021 (8. Spieltag) gegen die Lion City Sailors. Hier stand der Verteidiger in der Startelf und absolvierte beim 2:1-Auswärtssieg die kompletten 90 Minuten. Im Januar 2023 wurde er dann zum Militärdienst eingezogen und wechselte dafür leihweise zum Young Lions.

### Nationalmannschaft
Seit 2023 spielt Noor für die singapurische U22- und U23.